# Parafia Świętych Apostołów Piotra i Pawła w Gołanicach
Parafia Świętych Apostołów Piotra i Pawła w Gołanicach – parafia rzymskokatolicka, znajdująca się w archidiecezji poznańskiej, w dekanacie święciechowskim. 
Do parafii należy cmentarz przy skrzyżowaniu ulic Głównej i Leszczyńskiej. 